# Flavia Gleske
Flavia Gleske  (Caracas, Venezuela, 1978. május 18. –) venezuelai színésznő, modell.

## Élete és pályafutása
1978. május 18-án született Caracasban. Karrierjét 1998-ban kezdte. 2006-ban főszerepet kapott az El desprecio című sorozatban, majd 2007-ben a Mi prima Cielában szerepelt. 2010-ben Carolina Toro szerepét játszotta a La mujer perfecta című telenovellában Mónica Spear, Ana Karina Manco, Marlene de Andrade, Marisa Román és Mariaca Semprún  mellett.
Feleségül ment Jeronimo Gil színészhez, de később elváltak. A párnak 2008. november 25-én ikreik születtek. A kisfiú az Allan Gabriel, a kislány pedig az Allison Andrea nevet kapta.

## Filmográfia
| Év   | Cím                      | Szerep                      |
| ---- | ------------------------ | --------------------------- |
| 1998 | Así es la vida           | Anabell                     |
| 1999 | Enamorada                | Patty Parker                |
| 2001 | Felina                   | Lula                        |
| 2001 | A calzón quitao          | Lilita                      |
| 2002 | Trapos íntimos           | Zoe Guerrero                |
| 2004 | ¡Qué buena se puso Lola! | Dora Fabiana Estrada        |
| 2005 | Ser bonita no basta      | Topacio Martínez            |
| 2006 | El desprecio             | Clara Inés Santamaría       |
| 2007 | Mi prima Ciela           | Maite Esperanza Muñoz Avila |
| 2009 | Libres como el viento    | Raquel Luciente de Azcárate |
| 2010 | La mujer perfecta        | Carolina Toro               |
| 2012 | Válgame Dios             | Dinorah Hernández           |
| 2014 | Corazón Esmeralda        | Fernanda Salvatierra Pérez  |